# 阿芒西
阿芒西（法語：Amancy，法語發音：[amɑ̃si]）是法国上萨瓦省的一个市镇，位于该省中北部，属于博讷维尔区。

## 地理
阿芒西（46°4'27"N, 6°19'45"E）面积8.62 平方千米，位于法国奥弗涅-罗讷-阿尔卑斯大区上萨瓦省，该省份为法国东部省份，历史上为薩伏依的一部分，北与瑞士接壤，西接安省，南至萨瓦省，东与瑞士和意大利接壤。
与阿芒西接壤的市镇（或旧市镇、城区）包括：阿朗通、科尔尼耶、福龙河畔拉罗什、圣洛朗、福西尼地区圣皮埃尔、圣西克斯特。
阿芒西的时区为UTC+01:00、UTC+02:00（夏令时）。

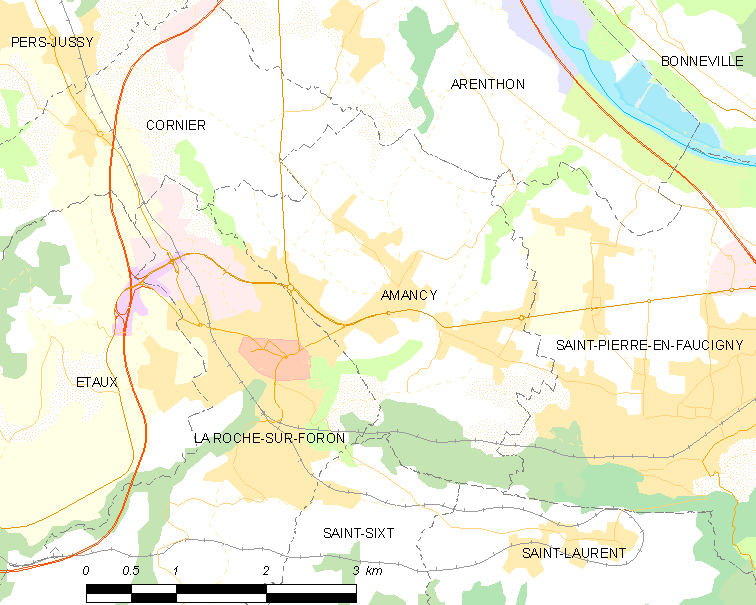
阿芒西的OSM定位图

## 行政
阿芒西的邮政编码为74800，INSEE市镇编码为74007。

## 政治
阿芒西所属的省级选区为福龙河畔拉罗什县。

## 交通
上萨瓦省省道D6线、D201线和D1203线经过境内。

## 人口

1962-2008年间阿芒西人口变化图示

阿芒西于2022年1月1日时的人口数量为2786人。